# Ienissei Ramic
Ienissei Ramic, né le 27 juin 1990 à Moscou en Russie, est un pianiste français.

## Biographie

### Jeunesse
Ienissei Ramic nait à Moscou, puis vit ensuite en Serbie jusqu’à l’âge de dix ans. Il grandit dans une famille de musiciens et commence le piano à l’âge de trois ans grâce à l’enseignement de sa mère pianiste, élève d’Evgueni Liberman (lui-même élève d'Heinrich Neuhaus). Son père, lui-même virtuose, obtient le Premier Prix d’accordéon au Concours International de Venise en 1984.
Ienissei Ramic quitte avec sa famille la Serbie pour la France où il s’inscrit au conservatoire à rayonnement régional de Boulogne-Billancourt, dans la classe d’Hortense Cartier-Bresson. A 16 ans, Alain Planès le reçoit dans sa classe au Conservatoire national supérieur de musique et de danse de Paris où il se distingue brillamment avec le 1er prix en licence et master. Parallèlement, il bénéficie de l'enseignement de Lilya Zilberstein et Menahem Pressler avec lesquels, il s’initie à la grande tradition des pianistes du début du XXe siècle qui font « chanter » le piano.

### Concerts et récitals
A Paris, Ienissei Ramic se produit à la Salle Gaveau en soliste et avec orchestre. Il joue les Douze études d'exécution transcendante de Franz Liszt et le Concerto en sol de Ravel avec orchestre à la Salle Cortot. Il joue à l’Hôtel Drouot pour la création parisienne de la Sonate de Pâques de Fanny Mendelssohn. Le Figaro Culture consacre sa première page à la vente du manuscrit, et qualifie Ienissei Ramic de « virtuose ».
Lors d’une soirée évènement, le parfumeur Jean-Paul Guerlain l’invite à jouer un concert pour son anniversaire et il participe à plusieurs récitals de l’association caritative les « Virtuoses du Cœur ». Il est Directeur musical du Journal d'un disparu de Leoš Janáček, mis en scène par Louise Moaty. A cette occasion, T. Hillériteau écrit dans Le Figaro : « Ienissei Ramic parvient à faire oublier les différentes orchestrations dont le cycle a fait l’objet pour le rendre à sa pureté originelle ».
Sur France Musique, Frédéric Lodéon remarque son jeu « virtuose ! » et Benoît Duteurtre le qualifie de « brillant pianiste ».
En 2017, Ienissei Ramic fait ses débuts en Chine au  Huangpu Théàtre de Shanghai, et donne une série de récitals à Nankin, Shenzhen, et Canton.
Ienissei Ramic est convié à se produire en concert en Russie, aux Pays-Bas, en Espagne, en Italie, en Allemagne, et en Serbie.

### Composition
Egalement compositeur, ses pièces sont jouées au Théâtre Le Ranelagh à Paris lors de la projection de films muets.

## Discographie
En 2016 il enregistre les œuvres méconnues de Dynam-Victor Fumet et Raphaël Fumet chez Polymnie/The Orchard.
Il sort son deuxième album intitulé Serenade en novembre 2018 avec des œuvres de Enrique Granados.

### Liste des enregistrements
- 2016 : Dynam-Victor Fumet, Raphael Fumet, Oeuvres pour piano (Polymnie)
- 2018 : Enrique Granados, Serenade : Les Goyescas, Danzas Españolas (Angara Mic)
- 2021 : Fauré, Schubert, Tchaikovsky, Purcell, Rubinstein, Saint-Saëns, Massenet, Puccini, Rossini, MASQUERADE : Transcriptions pour piano (Angara Mic)